# Dekla Tessera
Dekla Tessera is een tessera op de planeet Venus. Dekla Tessera werd in 1985 genoemd naar Dēkla, Letse godin van het lot.
De tessera heeft een diameter van 1363 kilometer en bevindt zich in het quadrangle Meskhent Tessera (V-3).